# 姜至奐
姜至奐（1977年3月20日—），本名趙泰圭，韓國男演員。

## 簡歷
2002年，姜至奐透過音樂劇《Rocky Horror》出道，並於2003年參演MBC的《Nonstop 4》，成為他第一部電視劇。2005年，藉由主演《加油！金順》而得到很高的人氣，並於當年底獲得MBC演技大賞的新人獎及優秀男演員獎，從而躋身當紅韓國男演員之列。

## 新聞事件

### 酒後性侵女同事
2019年7月9日，姜至奐被傳出在光州寓所內涉嫌性侵和性騷擾女同事，9日晚上遭到警方逮捕。據韓國媒體《DISPATCH》報導，姜至奐9日和公司同事聚餐，找了同事到家中續攤，趁著夜深人靜之時，進到房間性侵A女，接著又騷擾B女，A女在晚上9點41分傳簡訊向朋友求救，稱「我現在被關在這裡」，希望友人幫忙報警，光州警方獲報後便趕緊前往姜至奐家中，依涉嫌性暴力犯罪條例逮捕。姜至奐供稱喝了酒後的事情都不記得，醒來就發現在女子房間，警方表示今日（10日）早上會再次傳喚他進行調查。他的經紀公司則回應：「目前還在了解狀況。」
2019年7月16日，根據韓國媒體《NAVER》新聞報導，姜至奐所屬經紀公司Huayibrothers娛樂發出聲明表示：「雖然公司於2019年5月以信任為基礎與姜至奐簽訂了合約，但因無法預料的不光彩的事情導致信任崩塌，所以決定解除與姜至奐的專屬合約。」2019年7月18日，據韓媒引述消息人士指，警方當日接報到場後，發現姜至奐犯案後，竟然留在寓所內唱卡拉OK。警方覺得姜至奐行為異常並懷疑他曾吸毒，故此安排他進行測試，但驗毒結果呈陰性反應。
2019年11月21日，姜至奐被檢方要求判處監禁3年，檢方另要求裁判部命令他接受性暴力治療項目，並公開其個人訊息，於5年內不得在與兒童、青少年相關機關及殘疾福利設施就業。12月5日經過審訊後最終被判有期徒刑2年半、緩刑3年，並需要接受40小時性暴力治療課程及120小時社會服令，另外亦被禁止3年內從事與兒童及青少年有關的工作。

## 演出作品

### 音樂劇
- 2002年：《Rocky Horror》
- 2004年：《Grease》
- 2010年：《Cafe in》

### 電視劇
- 2003年：MBC《Nonstop 4》
- 2003年：KBS《夏日香氣》
- 2004年：KBS《比花還美》飾演 在植
- 2004年：KBS《你會知道的》
- 2004年：SBS《最後的舞請與我一起》飾演 申政奎
- 2005年：MBC《加油！金順》飾演 具再熙
- 2006年：MBC《火花遊戲》飾演 羅仁宰
- 2006年：MBC《90天，相愛的時間》飾演 玄至錫
- 2007年：KBS《京城绯聞》飾演 鮮于莞
- 2008年：KBS《快刀洪吉童》飾演 洪吉童
- 2009年：SBS《Style》客串
- 2010年：SBS《Coffee House》飾演 李振秀
- 2011年：SBS《對我說謊試試》飾演 玄基俊
- 2013年：SBS《錢的化身》飾演 李次敦/李康錫
- 2014年：KBS《Big Man》飾演 金智赫/姜智赫
- 2016年：MBC《Monster》飾演 姜基歎/李國哲
- 2018年：OCN《小神的孩子們》飾演 千在仁
- 2018年：KBS《就算死也喜歡》飾演 白鎮尚
- 2019年：TV朝鮮《朝鮮生存記》飾演 韓正祿 『1-10集，因性侵事件於第10集後退出』

### 電影
- 2006年：《訪問者》
- 2006年：《那天的氣氛》
- 2008年：《電影就是電影》
- 2009年：《七級公務員》
- 2009年：《我眼裡的豆莢》飾 姜泰豐
- 2012年：《車警官》
- 2014年：《射向太陽》
- 2015年：《天降大咖》

### 音樂錄像
- 2009年：《So I'm loving you》
- 2011年：Soulstar＆Wanted《愛不能結束》
- 2012年：金亨俊《Sorry I'm Sorry》（與李己雨）

### 電視節目
- 2017年：tvN《島劍客》(第21集~第24集)
- 2018年：MBC《真正的男人300》，(第1集~第6集)

## 獲得獎項

### 2005年
- MBC演技大賞—新人獎《加油！金順》
- MBC演技大賞—優秀男演員賞《加油！金順》

### 2007年
- KBS演技大賞—優秀演技賞（《京城绯聞》）
- KBS演技大賞—最佳情侶賞（韓志旼）

### 2008年
- KBS演技大賞—最佳情侶賞《快刀洪吉童》（與成宥利共同）
- KBS演技大賞—網路人氣賞《快刀洪吉童》
- 第四十四屆百想藝術大賞－最佳人氣男演員奬《京城绯聞》
- 第二十八屆韓國電影評論家協會獎－最佳男新人演員奬《電影就是電影》
- 第七屆大韓民國電影大賞（朝鲜语：대한민국 영화대상）－最佳男新人演員獎《電影就是電影》
- 第29屆韓國青龍電影獎－最佳男新人演員獎《電影就是電影》（與蘇志燮共同）

### 2009年
- 第45屆百想藝術大賞電影部門－男新人演技賞《電影就是電影》（與蘇志燮共同）
- 第10屆釜山電影評論家協會獎（朝鲜语：부산영화평론가협회상）－最佳男新人獎《電影就是電影》（與蘇志燮共同）
- 第46屆大鐘獎－最佳男新人賞《七級公務員》

## 外部連結
- 姜至奐的Facebook專頁